# Alfa-Metilhistamin
α-Metilhistamin je histaminski agonist koji je selektivan za histaminski H3 receptor. On uzrokuje snižavanje krvnog pritiska i usporavanje brzine otkucaja srca u životinjskim modelima.